# 旭川市議会
旭川市議会（あさひかわしぎかい）は、北海道旭川市に設置されている地方議会である。

## 概要
- 定数：34人
- 任期：2023年5月2日 - 2027年5月1日
- 選挙区：市全域を単一選挙区とする大選挙区制（単記非移譲式）
- 議長：福居秀雄（自民党・市民会議）
- 副議長：中村徳幸（公明党）

議場は従来旭川市総合庁舎に付属する議会棟に設けられていたが、2023年11月の旭川市役所新庁舎稼働に伴い、新庁舎8階に移転した。

## 会派
| 会派名           | 議席数 | 党派               | 議員名（◎は代表） |
| ---------------- | ------ | ------------------ | --- |
| 自民党・市民会議 | 12     | 自由民主党・参政党 | ◎福居秀雄、杉山允孝、松田卓也、佐藤貞夫、菅原範明、高橋英俊、蝦名安信、沼崎雅之、石川雅之、武石陽一、阿部奈緒、笠井真奈美 |
| 民主・市民連合   | 6      | 立憲民主党・無所属 | ◎高見一典、品田登紀恵、髙橋紀博、江川彩、金谷美奈子、上野和幸                                                             |
| 公明党           | 5      | 公明党             | ◎中村徳幸、高花詠子、中野寛幸、皆川幸威、駒木央紗美                                                                       |
| 日本共産党       | 4      | 日本共産党         | ◎能登谷繁、石川厚子、真嶋隆英、中村美楠子                                                                                 |
| 旭川市民連合     | 4      | 無所属             | ◎高木啓尊、塩尻英明、植木大輔、小林祐季                                                                                   |
| 無所属           | 2      | 不詳               | 安田佳正、横山啓一 |
| 欠員             | 1      |                    | |
| 計               | 34     |                    | |

（2025年1月24日現在）

## 議員報酬等
| 役職   | 議員報酬        | 政務活動費 |
| ------ | --------------- | ---------- |
| 議長   | 月額 63万0000円 | 月額 8万円 |
| 副議長 | 月額 56万0000円 | 月額 8万円 |
| 議員   | 月額 52万0000円 | 月額 8万円 |

- 別途、年2回期末手当あり
- 政務活動費の残金は市に返還する義務がある
- 議員年金は2011年（平成23年）6月1日で廃止されている

## 沿革
2000年
- 2月23日 - 高原一記、佐々木卓也、中島哲夫、田中征夫、渡辺雅英ら5人の市議は、旭川市長の菅原功一の政治資金団体の会計責任者兼後援会事務所長が1999年12月に政治資金規正法違反容疑で逮捕されたことを受けて、菅原に対する問責決議案を市議会に提出。同案は賛成21、反対18の賛成多数で可決された[4][5]。

2002年
- 11月10日 - 旭川市長選挙執行。現職の菅原が元道議の東国幹ら3候補を破り3選。しかし、菅原陣営において選挙違反事件が発生。市水道事業管理者の藤井英規が11月15日に公選法違反容疑で逮捕され、助役の中村忠雄が12月6日に同容疑で逮捕された[5]。
- 12月11日 - 市議会は、助役らの逮捕を受けて提出された菅原への辞職勧告決議案の採決を行い、19対19の可否同数となったため、議長裁決で可決された[6]。菅原は決議を無視。

2004年
- 12月15日 - 市議会は、菅原に対する2度目の辞職勧告決議案を賛成多数で可決した[7]。菅原は決議を無視。

2021年
- 4月30日 - 北海道議会議員の東国幹が、次期衆院選・北海道6区に出馬するため辞職[8]。
- 7月27日 - 旭川市長の西川将人が、8月中に旭川市長を辞職し、次期衆院選・北海道6区に出馬する意向を表明した[9]。
- 8月10日 - 北海道議会議員の笠木薫[注 3]が、西川の辞職に伴う市長選挙に出馬するため辞職。
- 同日 - 林祐作と木下雅之が道議会議員補欠選挙に出馬するため辞職[10]。
- 8月31日 - 宮崎アカネが道議会議員補欠選挙に出馬するため辞職[10]。
- 9月26日 - 旭川市議会議員補欠選挙（定数3）執行。蝦名信幸市議の息子の蝦名安信[11]が自民党公認で立候補し、トップで初当選した。北海道議会議員・旭川選挙区補欠選挙（定数2）においては宮崎と林が初当選し、木下は落選した。旭川市長選挙においては、今津寛の元秘書の今津寛介が笠木を破り、初当選した。

2025年
- 4月9日 - 陳情後保守系会派が1年半掛かりで、それまで議場に掲揚されていなかった日本国国旗が、議長権限により掲揚されるようになった。リベラル系会派が福居秀雄議長の不信任決議案を提出、議長は除斥、副議長は採決に加わらずの無記名投票による採決で、賛成15票／反対16票で否決された。[12][13][14]

## 選挙

### 2021年旭川市議会議員補欠選挙
2021年9月26日執行　当日有権者数：284,487人　最終投票率：49.42%　定数：3人　立候補者数：4人
| 順位 | 当落 | 候補者名           | 年齢 | 所属党派   | 新旧別 | 得票数 |
| ---- | ---- | ------------------ | ---- | ---------- | ------ | ------ |
| 1    | 当   | 蝦名安信           | 38   | 自由民主党 | 新     | 56,719 |
| 2    | 当   | 野村パターソン和孝 | 36   | 立憲民主党 | 新     | 34,755 |
| 3    | 当   | 高橋英俊           | 53   | 無所属     | 新     | 24,320 |
| 4    | 落   | 石田尚利           | 52   | 日本共産党 | 新     | 19,156 |